# 凱文·安德森 (網球運動員)
凱文·安德森（英語：Kevin Anderson，1986年5月18日—），南非男子職業網球運動員，2007年轉職業，2022年退休，2023年於名人堂公開賽復出職業網壇。2018年5月14日，他到達最高單打排名第5位，他的綽號為「摩天樓」。
2008年3月10日，安德森在拉斯維加斯網球頻道公開賽闖入決賽，成為南非史上僅次於凯文·柯伦（ATP No.5）、Wayne Ferreira（No.6）、约翰·克里克（No.7，Australian Open W 1981、1982）之後排名最高的網球員。2011年2月6日，他在家鄉約翰尼斯堡，奪得首座ATP單打冠軍。2017年美國網球公開賽，安德森拿到亞軍，為大滿貫賽的最佳成績。安德森也為南非代表參加台維斯盃和2008年北京奧運會。

## 大學生涯
安德森在美國伊利诺伊大学厄巴纳-香槟分校打了三年大學網球賽季，他獲得三次全美單打冠軍和兩次全美雙打亞軍。他在大二期間（2005–2006年），他與萊恩·羅伊搭擋獲得國家雙打錦標賽。
下一個賽季（2006–2007年），他帶領伊利诺隊進入決賽，在雙打與萊恩·羅伊進入決賽，單打則進入四強。
2007年夏季，安德森決定放棄伊利诺伊州的成年組賽季，轉而征戰職業網球聯合會（页面存档备份，存于）。

## 職業生涯

### 2007年
這一年，他正式轉為職業選手。

### 2010年
溫布頓錦標賽，第一輪雖然先赢兩盤，但是沒有掌握機會，儘快結束比賽，最後遭到尼古萊·達維登科以3–6、63–7、7–63、7–5、9–7逆轉淘汰。
7月，亞特蘭大錦標賽，第一輪擊敗第五種子揚科·蒂普薩雷維奇，最後進入到四強才遭到淘汰。

### 2011年
布里斯本國際賽，安德森進入四強後，被安迪·羅迪克以2–6、6–4、2–6淘汰。澳洲公開賽，第一輪遭到布拉薩·卡夫西奇淘汰。
安德森回到家鄉參加SA網球公開賽，他再次進入決賽後，以4–6、6–3、6–2逆轉擊敗山德夫·狄瓦曼，奪下首座ATP單打冠軍
。

## 大滿貫

### 男單亞軍（2）
| 年份 | 賽事         | 場地 | 對手 | 對手國籍 | 比分               |
| 2017 | 美國公開賽   | 硬地 |      | 西班牙   | 6–3、6–3、6–4      |
| 2018 | 溫布頓錦標賽 | 草地 |      | 塞爾維亞 | 6–2、6–2、7−6(7−3) |

## 生涯统计

### 单打

#### 冠軍 (1)
| 赛事类别                                      |
| 大滿貫賽事 (0次冠军)                          |
| ATP年終賽（大師盃）/ 世界巡迴總決賽 (0次冠军) |
| ATP大師系列賽/ 世界巡迴大師賽 1000 (0次冠军)  |
| ATP黃金國際巡迴賽 / 世界巡迴賽 500 (0次冠军)  |
| ATP國際巡迴賽 / 世界巡迴賽 250 (1次冠军)      |

| 依場地性質分類 |
| 硬地 (1)       |
| 草地 (0)       |
| 紅土 (0)       |
| 室內地毯 (0)   |

| 依室內外分類 |
| 室外 (1)     |
| 室內 (0)     |

| 次數 | 日期         | ATP男單賽事      | 場地 | 決賽對手      | 決賽比分      |
| 1.   | 2011年2月6日 | 南非，約翰尼斯堡 | 硬地 | 山德夫·狄瓦曼 | 4–6、6–3、6–2 |

#### 亞軍 (1)
| 赛事类别                                        |
| 大滿貫賽事 (0次亞軍)                            |
| ATP年終賽（大師盃）/ 世界巡迴總決賽 （0次亞軍） |
| ATP大師系列賽/ 世界巡迴大師賽 1000 （0次亞軍）  |
| ATP黃金國際巡迴賽 / 世界巡迴賽 500 （0次亞軍）  |
| ATP國際巡迴賽 / 世界巡迴賽 250 （1次亞軍）      |

| 依場地性質分類 |
| 硬地 （0）     |
| 草地 （1）     |
| 紅土 （0）     |
| 室內地毯 （0） |

| 依室內外分類 |
| 室外 （1）   |
| 室內 （0）   |

| 次數 | 日期         | ATP男單賽事      | 場地 | 決賽對手  | 決賽比分      |
| 1.   | 2008年3月9日 | 美國，拉斯維加斯 | 硬地 | 薩姆·奎里 | 6–4、3–6、4–6 |

## 外部連結
- 凱文·安德森（英文/西班牙文）的官方資料
- 凱文·安德森的國際網球總會 職業／青少年 官方資料（英文）
- 凱文·安德森的官方資料（英文）